# Strage del Rapido 904
La strage del Rapido 904 o strage di Natale fu l'attentato dinamitardo avvenuto il 23 dicembre 1984 nella grande galleria dell'Appennino, subito dopo la stazione di Vernio, ai danni del convoglio ferroviario - il Rapido 904 - delle Ferrovie dello Stato, proveniente da Napoli e diretto a Milano. L'attentato ne ha emulato un altro terribile, posto in essere dal terrorismo neofascista nel 1974 ai danni del treno Italicus. Per le modalità organizzative e per i personaggi coinvolti, è stato indicato dalla Commissione stragi come un evento antesignano e precursore dell'epoca della guerra di mafia dei primi anni ottanta del XX secolo.
Al di là delle motivazioni specifiche, la responsabilità dell'atto è da ascriversi alla mafia siciliana, denominata Cosa nostra. In particolare, la Relazione Pellegrino in conclusione del capitolo rubricato Il crocevia eversivo e la strage del Treno 904, sviluppando un parallelo tra le dinamiche, i protagonisti e gli obiettivi delle due stragi di Bologna (1980) e del Rapido 904 (1984), afferma che: «Restano non pienamente chiariti i contesti, probabilmente diversi, in cui le due stragi sono venute ad inserirsi e i più ampi disegni strategici cui le stesse sono state funzionali. In tale prospettiva apprezzabile - ma non pienamente appagante - appare l'ipotesi avanzata in sede giudiziaria con specifico riferimento alla strage del treno 904 secondo cui la stessa sarebbe stata una reazione di Cosa nostra all'attivarsi della collaborazione di alcuni pentiti "storici" come Buscetta e Contorno; un tentativo cioè dell'associazione criminale di rinsaldare, mediante la minaccia di un salto qualitativo della sua azione offensiva, legami istituzionali che sembravano allentarsi o comunque posti in discussione dall'attivarsi di una nuova stagione, che poneva in crisi un antico patto armistiziale. In tale prospettiva la strage di Natale del 1984 sembra preannunciare una stagione successiva che abbraccia eventi come le stragi di Capaci e via D'Amelio e gli attentati dell'estate del 1993.

## L'attentato
L'attentato venne compiuto domenica 23 dicembre 1984, nel fine settimana precedente le feste natalizie. Il treno, trainato dal locomotore E.444.030, era pieno di viaggiatori che ritornavano a casa o andavano in visita a parenti per le festività. Intorno alle 19:08, il convoglio fu dilaniato da un'esplosione violentissima mentre percorreva la Direttissima in direzione nord, all'interno della Grande galleria dell'Appennino, in località Vernio, dove la ferrovia procede diritta e la velocità dei treni in transito supera solitamente i 150 km/h. La detonazione fu causata da una carica di esplosivo radiocomandata, posta su una griglia portabagagli del corridoio della 9ª carrozza di seconda classe, a centro convoglio: l'ordigno era stato collocato sul treno durante la sosta alla stazione di Firenze Santa Maria Novella.
Al contrario del caso dell'Italicus, questa volta gli attentatori attesero che il veicolo penetrasse nel tunnel per massimizzare l'effetto della detonazione: lo scoppio, avvenuto a quasi metà della galleria, provocò un violento spostamento d'aria che frantumò tutti i finestrini e le porte. L'esplosione causò 15 morti e 267 feriti. In seguito, i morti sarebbero saliti a 16 per le conseguenze dei traumi. Venne attivato il freno di emergenza, e il treno si fermò a circa 8 km dall'ingresso Sud e a 10 da quello Nord. I passeggeri erano spaventati, e a questo si affiancava il freddo dell'inverno appenninico. A chiamare i soccorsi, utilizzando un telefono di servizio presente in galleria, fu il controllore Gian Claudio Bianconcini, il quale era al suo ultimo viaggio in servizio e, pur ferito anch'egli, era sopravvissuto all'esplosione.
Il Presidente del Consiglio Bettino Craxi disse amaramente «S'è voluto sporcare di sangue questo Natale», mentre il Presidente della Repubblica Sandro Pertini, nel suo ultimo messaggio di fine anno, commentò: «Cinque stragi abbiamo avuto, tutte lo stesso marchio d'infamia, e i responsabili non sono stati ancora assicurati alla giustizia. I parenti delle vittime, il popolo italiano non chiedono, come qualcuno ha insinuato, vendetta, ma chiedono giustizia». Il Capo dello Stato aggiunse che i servizi segreti erano stati rinnovati: «Mi hanno detto che vi sono persone molto valide, oneste. Gli antichi servizi segreti erano stati inquinati dalla P2, da questa associazione a delinquere. Ebbene i nuovi servizi segreti cerchino di indagare, non si stanchino di indagare, non si fermino ad indagare in Italia, vadano anche all'estero, perché probabilmente la sede centrale di questi terroristi si trova all'estero».
Giorgio Bocca, commentando la strage, scrisse: «Che cosa è accaduto di nuovo nella Repubblica italiana in questi ultimi anni e mesi? È accaduto che la macchina democratica piano piano ha ricominciato a funzionare. Sono finiti in galera i golpisti della P2, i bancarottieri golpisti di Sindona, i generali ladri alla Giudice, i capi di servizi segreti pronti alle deviazioni. E sono stati inferti colpi duri alla mafia e alla camorra. In sostanza lo Stato democratico ha colpito duramente tutti gli alleati reali e potenziali dell'apparato repressivo. E questo incomincia a essere un motivo, se non dimostrabile in modo matematico, certo credibile a livello di politica repressiva. Al fondo di tutte queste storie sotterranee c'è sempre anche una ragione organizzativa. L'apparato a cui è "burocraticamente" affidato il compito di mantenere lo "status quo", se sente crollare attorno a sé gli strumenti del suo controllo e del suo potere, può reagire alla sua maniera: feroce, irrazionale ma non priva di tragici effetti».

## I soccorsi
Bianconcini, sebbene ferito da alcune schegge nella nuca, organizzò anche i primi soccorsi con l'aiuto di altri passeggeri, nonostante il freddo e il buio, dato che i neon di emergenza della galleria, oltre a non produrre molta luce, avevano poca autonomia e smisero di funzionare dopo poco tempo. All'organizzazione dei primi soccorsi collaborarono anche il capotreno Paolo Masina e il restante personale, tra cui Vittorio Buccinnà e Francesco Bosi (al personale venne conferito un encomio solenne e una medaglia d'oro).
I soccorsi ebbero difficoltà ad arrivare, in quanto l'esplosione aveva danneggiato la linea elettrica e la tratta era rimasta isolata, e oltretutto il fumo dell'esplosione bloccava l'accesso dall'ingresso sud, dove si erano concentrati inizialmente i soccorsi, che impiegarono oltre un'ora e mezza ad arrivare. I primi veicoli di servizio arrivarono tra le 20:30 e le 21:00, senza sapere cosa fosse successo e senza disporre né di un contatto radio con il treno coinvolto né di un ponte radio con le centrali operative periferiche o quella di Bologna. I soccorritori, una volta sul posto, parlarono di un «fortissimo odore di polvere da sparo».
Venne impiegata una locomotiva diesel-elettrica, guidata a vista nel tunnel, che fu per prima cosa usata per agganciare le carrozze di testa rimaste intatte, su cui furono caricati i feriti. Alla spedizione era stato assegnato un solo medico. L'uso della motrice diesel rese però l'aria del tunnel irrespirabile, per cui servì usare bombole di ossigeno per i passeggeri in attesa di soccorsi. I feriti vennero portati alla stazione di San Benedetto Val di Sambro, prima stazione al di fuori della galleria in direzione di Bologna, seguiti subito dopo dagli altri passeggeri illesi. Uno dei feriti, una donna, venne trovata in stato di shock in una nicchia della galleria e fu portata a braccia fino alla stazione di Precedenze (che si trova circa a metà della galleria e veniva impiegata per il servizio passeggeri fino agli anni '60, quando fu trasformata in posto di comunicazione, ruolo che svolge tuttora).
Le prime cure ai feriti vennero offerte presso la stazione di San Benedetto; quelli più gravi furono portati all'Ospedale Maggiore di Bologna da una quindicina di ambulanze predisposte per il compito, che viaggiarono scortate da Polizia e Carabinieri. Le cure ai feriti leggeri durarono fino alle cinque di mattina del 24 dicembre. Venne allestito rapidamente un ponte radio e la Società Autostrade mise a disposizione un casello riservato al servizio di emergenza. Le ambulanze che portavano i feriti più gravi a Bologna si fecero largo nel traffico cittadino grazie a una razionalizzazione delle vie di accesso studiata proprio per i casi di emergenza. Per ultimi furono trasportati i morti; fortunatamente la neve cominciò a cadere solo durante questa ultima fase.
Il piano di emergenza era frutto delle misure predisposte dopo la strage del 2 agosto 1980; questa operazione fu la prima sperimentazione del sistema centralizzato di gestione emergenze costituito a Bologna. Nonostante le condizioni ambientali estremamente avverse, l'opera di soccorso e l'operato dei soccorritori furono ammirevoli per l'efficienza dimostrata, tanto che, pochi anni dopo, il servizio centralizzato di Bologna Soccorso diventò il primo nucleo attivo del servizio di emergenza sanitaria nazionale 118.
Alla grande abilità e organizzazione delle forze dell'ordine e dei soccorritori si aggiunse anche una certa fortuna relativamente alle condizioni meteorologiche, in quanto, come già detto, iniziò a nevicare solo quando ormai non rimanevano più sopravvissuti da evacuare e il vento soffiò i fumi dell'esplosione verso Sud, rendendo possibile l'accesso dal lato bolognese della galleria, da cui arrivavano i soccorsi, e facendo in modo che le bombole in dotazione ai vigili del fuoco, con solo mezz'ora di autonomia, fossero sufficienti.

## Elenco delle vittime
Tra parentesi l'età:
- Giovanbattista Altobelli (51)
- Anna Maria Brandi (26)
- Angela Calvanese in De Simone (33)
- Anna De Simone (9)
- Giovanni De Simone (4)
- Nicola De Simone (40)
- Susanna Cavalli (22)
- Lucia Cerrato (66)
- Pier Francesco Leoni (23)
- Luisella Matarazzo (25)
- Carmine Moccia (30)
- Valeria Moratello (22)
- Maria Luigia Morini (45)
- Federica Taglialatela (12)
- Abramo Vastarella (29)
- Gioacchino Taglialatela (50, successivamente)

## Le indagini
Le indagini si indirizzarono subito su una duplice pista: quella napoletana e quella romana. La prima ha origine nell'anticipazione della strage che Carmine Esposito (un "informatore", che aveva appena trascorso un breve periodo di detenzione) aveva fatto alcuni giorni prima dell'eccidio alla Questura di Napoli; essa portava verso il clan camorristico di Giuseppe Misso e verso Massimo Abbatangelo, parlamentare del Movimento Sociale Italiano. La pista romana fu avviata dall'arresto di Guido Cercola, braccio destro a Roma del boss mafioso Giuseppe Calò, cui seguiva il ritrovamento, nella casa di Franco D'Agostino (affittuario e sodale di Cercola), di due congegni radio-elettrici in grado di innescare un'esplosione compatibili con quelli usati per la strage, e poi, in un casale dello stesso Cercola presso Poggio San Lorenzo, vicino a Rieti, di due pani di esplosivo Semtex H (di cui uno ridotto di circa un chilo), sei cariche di tritolo (di cui una mancante di 40 grammi) e nove detonatori: le perizie condotte prima a Roma e poi a Firenze dimostrarono come quel tipo di materiale fosse compatibile con quello usato nell'attentato al treno. Emersero rapporti tra Cercola e un tedesco, Friedrich Schaudinn, che sarebbe stato incaricato di produrre i congegni utilizzati nell'attentato e ritrovati dalla polizia a casa di Cercola.
Nei mesi successivi due membri del clan Misso iniziarono a collaborare con la giustizia: il primo è Lucio Luongo, che conduce gli inquirenti all'arsenale del gruppo; un altro componente della banda già detenuto, Mario Ferraiuolo, inizia a collaborare, confermando che il clan, oltre all'attività di criminalità comune, si muoveva anche per finalità politiche, e sostenendo che si erano svolte riunioni con Abbatangelo, il quale, ai primi di dicembre 1984, avrebbe consegnato a Misso armi, detonatori e un pacco chiuso contenente esplosivi, portato a Roma da Luongo una settimana prima di Natale; affermazioni poi confermate da Luongo.
Nell'ottobre 1985 Calò è incriminato come mandante della strage, mentre altri 22 ordini di cattura sono emessi per Misso e la sua banda per reati vari, oltre a quello di strage e porto di esplosivi; tra i ricercati è anche Gerlando Alberti jr (nipote omonimo del capomafia siciliano Gerlando Alberti), legato alla famiglia di Calò ma "trapiantato" nel clan Misso e considerato dalle indagini elemento di collegamento tra le due organizzazioni per l'esecuzione della strage.
Il 9 gennaio 1986 il pubblico ministero Pier Luigi Vigna imputò formalmente la strage a Calò e a Cercola, che l'avrebbero compiuta:
Vennero a galla diverse linee di collegamento tra Calò, Cosa nostra, la Camorra, gli ambienti del terrorismo eversivo neofascista, la P2 e la Banda della Magliana: questi rapporti furono chiariti da diversi personaggi vicini a questi ambienti, tra cui Cristiano e Valerio Fioravanti, Massimo Carminati e Walter Sordi. Le deposizioni che spiegavano i legami tra questi tre ambienti della criminalità emersero al maxiprocesso dell'8 novembre 1985, di fronte al giudice istruttore Giovanni Falcone.
Nel 1988, alla vigilia del processo di primo grado, uno degli imputati principali, Friedrich Schaudinn – ritenuto l’artificiere della strage – fuggì dagli arresti domiciliari e trovò riparo nella Repubblica Federale Tedesca. Nel 1993, in un'intervista per la trasmissione televisiva Il rosso e il nero di Michele Santoro, Schaudinn confessò di essere stato aiutato a fuggire all'estero da funzionari dei servizi segreti.

### Responsabilità civile e penale

#### Responsabilità penale
La Corte d'assise di Firenze, il 25 febbraio 1989, condannò alla pena dell'ergastolo Giuseppe Calò, Guido Cercola e altri imputati legati al clan camorristico Misso (Alfonso Galeota, Giulio Pirozzi e Giuseppe Misso, detto «il boss del rione Sanità»), con l'accusa di strage. Inoltre, condannò a 28 anni di detenzione Franco D'Agostino, a 25 anni Schaudinn, e condannò altri imputati nel processo per il reato di banda armata.
Il secondo grado venne celebrato dalla Corte d'assise d'appello di Firenze, presieduta dal giudice Giulio Catelani, con sentenza emessa il 15 marzo 1990. Le condanne all'ergastolo per Calò e Cercola furono confermate, mentre la pena di Di Agostino fu ridotta da 28 a 24 anni. Misso, Pirozzi e Galeota furono invece assolti per il reato di strage, ma condannati per detenzione illecita di esplosivo. Il tedesco Schaudinn venne invece assolto dal reato di banda armata, ma fu confermata la sua condanna per strage con pena ridotta a 22 anni.
Il 5 marzo 1991 la prima sezione penale della Corte di cassazione, presieduta dal giudice Corrado Carnevale, annullò le condanne in appello, confermando le tre assoluzioni di Galeota, Misso e Pirozzi. Il sostituto procuratore generale Antonino Scopelliti era contrario e mise in guardia i giudici dal far prevalere l'impunità del crimine. La Cassazione ordinò la ripetizione del processo, dinnanzi ad altra sezione della Corte d'assise d'appello di Firenze. Quest'ultima, il 14 marzo 1992, confermò gli ergastoli per Calò e Cercola, condannò Di Agostino a 24 anni e Schaudinn a 22. Misso fu condannato a 3 anni per detenzione di esplosivo, mentre le condanne di Galeota e Pirozzi furono ridotte a 1 anno e 6 mesi ciascuno.
Quello stesso giorno Galeota e Pirozzi, insieme alla moglie Rita Casolaro e alla moglie di Giuseppe Misso, Assunta Sarno, stavano ritornando a Napoli quando, durante il viaggio, incorsero in un agguato: la loro auto (una Ford Fiesta XR2) fu speronata e mandata fuori strada da alcuni killer della camorra che li seguivano sull'autostrada A1, all'altezza del casello di Afragola-Acerra, alle porte di Napoli. Le armi da fuoco dei killer lasciarono sul terreno i corpi senza vita di Galeota e della Sarno, quest'ultima trucidata con un colpo di pistola in bocca. Soltanto Giulio Pirozzi e sua moglie riuscirono miracolosamente a uscire vivi da quella che fu una vera e propria mattanza di camorra, anche grazie al sopraggiungere di un'auto della polizia stradale dal senso inverso di marcia, che impedì ai killer di completare il lavoro. Pirozzi, benché ferito gravemente, si salvò anche perché si finse morto nel corso della sparatoria. L'auto usata dagli assassini, una Lancia Delta HF, fu poi abbandonata nei pressi dell'aeroporto di Capodichino e data alle fiamme.
La quinta sezione penale della Cassazione, il 24 novembre 1992, confermò la sentenza riconoscendo la «matrice terroristico-mafiosa» dell'attentato.
Dal processo era stata stralciata la posizione di Massimo Abbatangelo, deputato del MSI, poiché la Camera dei deputati aveva concesso l'autorizzazione a procedere, ma non all'arresto. Dopo essere stato condannato in primo grado all'ergastolo, nel 1991, il 18 febbraio 1994 la Corte d'assise d'appello di Firenze assolse il parlamentare missino dal reato di strage, ma lo condannò a 6 anni di reclusione per aver consegnato dell'esplosivo a Giuseppe Misso, nella primavera del 1984. Le famiglie delle vittime fecero ricorso in Cassazione contro quest'ultima sentenza, ma persero e dovettero pagare le spese processuali.
Nell'ottobre 1993, Pippo Calò, nel corso di un’audizione dinanzi alla Commissione stragi presieduta da Libero Gualtieri, si proclamò estraneo alla strage del Rapido 904 ed affermò di essere interessato alla riapertura del processo, lasciando balenare l’intenzione di volere fare delle dichiarazioni “importanti”: lanciò infatti ambigui messaggi affermando con linguaggio criptico che Pier Luigi Vigna – il pm della Procura di Firenze che lo fece condannare - "è stato cattivo“ e “che la mafia non c’entra con quella strage: traete voi le conseguenze e chiedetevi chi ha fatto scappare Schaudinn“.
Guido Cercola si suicidò in carcere a Sulmona il 3 gennaio 2005, soffocandosi con dei lacci di scarpe. Rinvenuto agonizzante in cella, morì durante il trasporto in ospedale.
Il 27 aprile 2011 la Direzione distrettuale antimafia di Napoli emise un'ordinanza di custodia cautelare nei confronti del boss mafioso Salvatore Riina per la strage, precisando che Riina è considerato il mandante della strage. Il 25 novembre 2014 si aprì, a Firenze, il processo. 
Secondo la DDA napoletana, il quantitativo di Semtex-H utilizzato per la strage del Rapido 904 fu acquistato da Cosa nostra agli inizi degli anni ottanta: parte di esso fu usato anche in altri attentati attribuiti a Riina, come la strage di via d'Amelio (in cui furono uccisi il giudice Paolo Borsellino e cinque agenti di scorta), la strage di Capaci (in cui morirono Giovanni Falcone, la moglie Francesca Morvillo e tre agenti di scorta) e le stragi del 1993 a Roma, Milano e Firenze, nonché i falliti attentati all'Addaura e allo stadio Olimpico di Roma, mentre un'altra parte di questa tipologia di esplosivo fu sequestrata dalla DIA di Palermo nel febbraio del 1996 all'interno dell'arsenale-bunker di Giovanni Brusca scoperto a San Giuseppe Jato; la strage del Rapido si inserì perciò in un disegno strategico di Riina per far apparire l'attentato come un fatto politico e come risposta al maxiprocesso contro Cosa nostra.
Il 14 aprile 2015 Riina fu poi assolto per mancanza di prove.

### Responsabilità civile

#### Risarcimento
I familiari delle vittime della strage del treno 904 non hanno mai ottenuto alcun risarcimento. La decisione del Viminale è stata contestata dall'Associazione tra i familiari delle vittime della strage sul treno Rapido 904 del 23 dicembre 1984 perché «si pone in grave contraddizione con le sentenze di merito a carico degli imputati».

## Declassificazione degli atti
Con una direttiva del 22 aprile 2014, tutti i fascicoli relativi a questa strage non sono più coperti da classifiche di segretezza e sono perciò liberamente consultabili.

## Altri fatti
Nel 2010, nel libro-intervista Un uomo d'onore scritto dal giornalista Enrico Bellavia, il collaboratore di giustizia Francesco Di Carlo ha affermato l'innocenza di Calò e Cercola e di aver saputo da un suo ex compagno di cella, il terrorista palestinese Nizar Hindawi, che il reale responsabile della strage del Rapido 904 fu l'organizzazione terroristica di Ilich Ramírez Sánchez, meglio conosciuto come Comandante Carlos o Carlos lo Sciacallo.

## Influenza culturale
- Nel 2006, grazie a un progetto di ricerca promosso dall'Associazione tra i familiari delle vittime della strage sul treno Rapido 904 del 23 dicembre 1984 col patrocinio della Regione Campania, è stato pubblicato un primo volume sulla strage, il successivo iter giudiziario e la memoria dell'evento nella città di Napoli: si tratta del libro di Alexander Höbel e Gianpaolo Iannicelli La strage del treno 904. Un contributo delle scienze sociali (Ipermedium, 2006).
- Il musicologo, giornalista e scrittore Leoncarlo Settimelli ha composto una canzone, Il sogno spezzato di Federica, dedicata a Federica Taglialatela, ragazzina di dodici anni perita nella strage.
- Il narratore Daniele Biacchessi, racconta la strage sul Rapido 904 nello spettacolo di teatro civile La storia e la memoria.
- L'Associazione bolognese TexTu - Teatro per Tutti APS ha creato lo spettacolo "904 - Sogni Spezzati" andato in scena nel 2023 a San Benedetto Val di Sambro, Castiglione dei Pepoli e Vernio e nel 2024 a Bologna al Teatro Arena del Sole, a Prato e a Vernio.